# Мильковское сельское поселение
Мильковское се́льское поселе́ние — муниципальное образование в Мильковском районе Камчатского края Российской Федерации.
Административный центр — село Мильково.

## История
Статус и границы сельского поселения установлены Законом Камчатской области от 25 февраля 2005 года № 295 «Об установлении границ муниципальных образований, расположенных на территории Мильковского района Камчатской области, и о наделении их статусом муниципального района, сельского поселения».
В августе 2020 года упраздняется село Кирганик.

## Население
| 2010  | 2012  | 2013  | 2014  | 2015  | 2016  | 2017  |
| ----- | ----- | ----- | ----- | ----- | ----- | ----- |
| 9250  | ↘9079 | ↘8968 | ↘8821 | ↘8717 | ↘8567 | ↘8466 |
| 2018  | 2019  | 2020  | 2021  | 2023  |       |       |
| ↘8451 | ↘8356 | ↘8191 | ↘8013 | ↘7927 |       |       |

## Состав сельского поселения
| № | Населённый пункт | Тип населённого пункта       | Население |
| - | ---------------- | ---------------------------- | --------- |
| 1 | Долиновка        | село                         | ↘252      |
| 2 | Кирганик         | село                         | →1        |
| 3 | Мильково         | село, административный центр | ↘7352     |
| 4 | Пущино           | село                         | ↘104      |
| 5 | Шаромы           | село                         | ↘434      |